# الظهر (ارميلات)
الظهر هي إحدى مشيخات المملكة المغربية، تتبع جغرافيا لإقليم سيدي قاسم وإداريًا لارميلات. يقدر عدد سكانها بـ 4313 نسمة حسب الإحصاء الرسمي للسكان والسكنى لسنة 2004.